# La Vie
La Vie là một tuần san Kitô giáo tiếng Pháp, biên tập bởi Malesherbes Publications, một thành viên của Groupe La Vie-Le Monde.
Được thành lập năm 1924 bởi Francisque Gay với tên gọi La Vie catholique (Cuộc sống Công giáo), tạp chí đã được đổi tên thành La Vie vào năm 1977. Năm 1945, tạp chí xuất bản với tên La Vie illustrée catholique, do thời kỳ sau chiến tranh đã đặt một tầm quan trọng đối với các tạp chí trực quan (so sánh Life Magazine ở Mỹ). Tạp chí này ban đầu được nhắm vào giáo dân đang hoạt động thông qua các chương trình khuyến mãi giáo xứ, trước khi cuối cùng đã được bán trên các quầy bán báo từ 1976.
Biên tập viên của tuần san gồm có Georges Hourdin, José de Broucker, Jean-Claude Petit, Max Armanet và Jean-Pierre Denis.
Từ năm 1945 tạp chí được xuất bản bởi le Groupe de Presse La Vie catholique, mà trong năm 2003 đã trở thành một phần của Groupe lớn hơn La Vie-Le Monde.
Trong 2001, La Vie tạo ra một hội từ thiện mà là của 2006 đã có khoảng ba ngàn thành viên, dựa trên năm mươi lẻ trung tâm khu vực trên toàn nước Pháp, được gọi là Les Amis de La Vie (bạn bè của La Vie). Tổ chức này đã cho ý nghĩa sâu xa để khẩu hiệu của tạp chí, "một bài báo bằng văn bản với các độc giả của nó", bởi các cuộc họp tổ chức, cuộc tranh luận, và các chương trình mùa hè.
Ấn bản là độc lập với hàng giáo phẩm Công giáo.